# Gabriel Knight: Sins of the Fathers
Gabriel Knight: Sins of the Fathers (nebo též Gabriel Knight 1) je point-and-click adventura od společnosti Sierra On-Line. Hra byla vydána 17. prosince 1993 (USA) a jedná se o první díl z trilogie příběhů o Gabrielu Knightovi.
Scénář a veškeré dialogy vzešly z pera spisovatelky Jane Jensenové, která je mimo jiné podepsána také pod scénářem her Police Quest III: The Kindred či EcoQuest: The Search for Cetus. O hudební složku se postaral spisovatelčin manžel Robert Holmes.

## Obsah
Hráč se ujímá role amerického spisovatele Gabriela Knighta, jenž v New Orleans provozuje vlastní obchod s knížkami. Kvůli práci na novém románu se vydá po stopách městských okultních vražd, v nichž hodlá najít inspirační zdroj, případ jej ale tak pohltí, že se ho nakonec pokusí sám vyřešit. Za pomoci sekretářky Grace Nakimura a policejního detektiva Franklina Moselyho nakonec přijde všem nekalostem okolo zainteresovaného kultu Voodoo na kloub a ve velkém finále, jež nabízí dva rozdílné zakončení – hrdinovu smrt či jeho přežití –, zachrání město od temného zla.

## Ocenění
Adventura ukázala, že tento žánr může poskytnout úrodnou půdu nejen komediálnímu scénáři, ale také hororovému příběhu. Technická stránka hry na svou dobu vynikala živě nahranými dialogy, na jejichž tvorbě se podíleli mj. i herci Tim Curry (Gabriel Knight) a Mark Hamill (detektiv Mosely). Ve spojení s detaily animovaných mluvících tváří se tím ještě víc prohluboval už tak dost intenzivní hráčský zážitek.
- 1993 Nejlepší z přehlídky – CES
- 1994 Adventura roku – Computer Game Review
- 1994 Adventura roku – Computer Gaming World